# Pinczery i sznaucery, molosy, szwajcarskie psy górskie i do bydła
Wszystkie rasy psów według przepisów FCI zostały podzielone na 10 podstawowych grup ze względu na ich użytkowość, charakter, czy przeznaczenie. 
Do grupy 2 zaliczamy rasy psów używane głównie do obrony i stróżowania.

## II grupaFCI
Pinczery i sznaucery, molosy, szwajcarskie psy górskie i do bydła, pozostałe rasy 

### sekcja 1 - psy w typie pinczera i sznaucera
- Czarny terier rosyjski (Russkiy Tchiorny Terrier)[1][2][3]
- Doberman (Dobermann)[1][2][3]
  - Dobermann Black with rust red markings[1][2][3]
  - Dobermann Brown with rust red markings[1][2][3]
- Hollandse Smoushond[1][2][3]
- Pinczer austriacki (Österreichischer Pinscher)[1][2][3]
- Deutscher Pinscher[1][2][3]
  - Deutscher Pinscher Stag-red, red-brown to dark red-brown[1][2][3]
  - Deutscher Pinscher Black with tan markings[1][2][3]
- Pinczer małpi (Affenpinscher)[1][2][3]
- Pinczer miniaturowy (Zwergpinscher)[1][2][3]
- Pinczer średni (Pinscher)[1][2][3]
- Sznaucer miniaturowy (Zwergschnauzer)[1][2][3]
  - Sznaucer miniaturowy biały (Zwergschnauzer Weiss)
  - Sznaucer miniaturowy czarno-srebrny (Zwergschnauzer Schwarz-silber)
  - Sznaucer miniaturowy czarny (Zwergschnauzer Schwarz)
  - sznaucer miniaturowy pieprz i sól (Zwergschnauzer Pfeffersalz)
- Sznaucer olbrzym (Riesenschnauzer)[1][2][3]
  - Sznaucer olbrzym czarny (Riesenschnauzer Schwarz)
  - Sznaucer olbrzym pieprz i sól (Riesenschnauzer Pfeffersalz)
- Sznaucer średni („Schnauzer”)[1][2][3]
  - Sznaucer średni czarny (Schnauzer Schwarz)
  - Sznaucer średni pieprz i sól (Schnauzer Pfeffersalz)

### sekcja 2 -molosowate
- Aidi („Chien de Montagne de l'Atlas (Aïdi)”)[1][2][3]
- Anatolian (Coban Köpegi)[1][2][3]
- Bernardyn („ St.Bernhardshund (Bernhardiner)”)[1][2][3]
  - Bernardyn długowłosy (St. Bernhardshund Langhaarig)
  - Bernardyn krótkowłosy (St.Bernhardshund Kurzhaarig)
- Bokser (Deutscher Boxer)[1][2][3]
  - Bokser płowy
  - Bokser pręgowany
- Broholmer[1][2][3]
- Buldog angielski (Bulldog)[1][2][3]
- Bullmastif[1][2][3]
- Cane Corso Italiano[1][2][3]
- Cão da Serra da Estrela[1][2][3]
  - Cão da Serra da Estrela – Short-haired
  - Cão da Serra da Estrela – Long-haired
- Cão de Castro Laboreiro[1][2][3]
- Cão Fila de São Miguel[1][2][3]
- Dog argentyński (Dogo Argentino)[1][2][3]
- Dog kanaryjski (Dogo Canario)[1][2][3]
- Dog niemiecki (Deutsche Dogge)[1][2][3]
  - Dog niemiecki błękitny (Deutsche Dogge - Blau)
  - Dog niemiecki - czarny, arlekin (Deutsche Dogge - Schwarz, Gefleckt)
  - Dog niemiecki - żółty, pręgowany (Deutsche Dogge - Gelb, Gestriemt)
- Dogue de Bordeaux[1][2][3]
- Fila Brasileiro[1][2][3]
- Hovawart[1][2][3]
  - Hovawart – Black and tan
  - Hovawart – Brown
  - Hovawart – White with black markings
- Landseer (typ kontynentalno-europejski)[1][2][3]
- Leonberger[1][2][3]
- Mastif angielski (Mastiff)[1][2][3]
- Mastif hiszpański (Mastín espańol)[1][2][3]
- Mastif neapolitański (Mastino Napoletano)[1][2][3]
- Mastif pirenejski (“Mastín del Pirineo”)[1][3]
- Mastif tybetański (Do-Khyi, Tibetan Mastiff)[1][2][3]
- Nowofundland (Newfoundland)[1][2][3]
- Owczarek kaukaski (Kavkazskaïa Ovtcharka)[1][2][3]
- Owczarek kraski (Kraski Ovcar)[2][3]
- Owczarek środkowoazjatycki (Sredneasiatskaïa Ovtcharka)[1][2][3]
- Dog z Majorki (Perro dogo mallorquin (Ca de Bou))[1][2][3]
- Pirenejski pies górski (Chien de Montagne des Pyrénées)[1][2][3]
- Rafeiro do Alentejo[1][2][3]
- Rottweiler[1][2][3]
- Sarplaninac (“Jugoslovenski Ovcarski Pas – Sarplaninac”)[1][2][3]
- Shar Pei[1][2][3]
- Tosa[1][2][3]
- Tornjak[1][3]

### sekcja 3 - szwajcarskie psy pasterskie
- Appenzeller (Appenzeller Sennenhund)[1][2][3]
- Berneński pies pasterski (Berner Sennenhund)[1][2][3]
- Duży szwajcarski pies pasterski (Grosser Schweizer Sennenhund)[1][2][3]
- Entlebucher (Entlebucher Sennenhund)[1][2][3]

   (wróć do indeksu)